# La Chapelle-Erbrée
Pour les articles homonymes, voir La Chapelle.
La Chapelle-Erbrée est une commune française située dans le département d'Ille-et-Vilaine en Région Bretagne, peuplée de 723 habitants.

## Géographie
La Chapelle-Erbrée est située dans les Marches de Bretagne, à la limite orientale du département d'Ille-et-Vilaine avec celui de la Mayenne. La commune est située dans la partie amont du bassin de la Vilaine, laquelle lui sert de limite communale au nord, la séparant de la commune de Saint-M'Hervé ; quelques petits affluents de rive gauche de la Vilaine parcourent le finage communal, notamment dans la partie ouest le ruisseau des Nétumières.
Le relief est assez vallonné, les altitudes montant jusqu'à 144 mètres à la limite orientale du finage communal et s'abaissant jusqu'à 77 mètres à l'extrême-ouest, dans la vallée de la Vilaine, à proximité du château des Nétumières ; le bourg est vers 130 mètres d'altitude.
L'étang de Haute-Vilaine, qui sert à la fois d'écrêteur de crue et de réserve d'eau potable, est partagé avec la commune voisine de Saint-M'Hervé.
La commune présente un paysage de bocage avec un habitat dispersé en écarts formés de hameaux et fermes isolées.

### Communes limitrophes
|        | Saint-M'Hervé      |                   |
| Erbrée | La Chapelle-Erbrée | Bourgon (Mayenne) |
|        | Erbrée             |                   |

### Hydrographie
Pour un article plus général, voir Réseau hydrographique d'Ille-et-Vilaine.
La commune est située dans le bassin Loire-Bretagne. Elle est drainée par la Vilaine, le ruisseau de Rouillon, le ruisseau des Nétumières et  un autre petit cours d'eau,.
La Vilaine, d'une longueur de 218 km, prend sa source dans la commune de Juvigné et se jette  dans l'Océan Atlantique à Camoël, après avoir traversé 56 communes. 

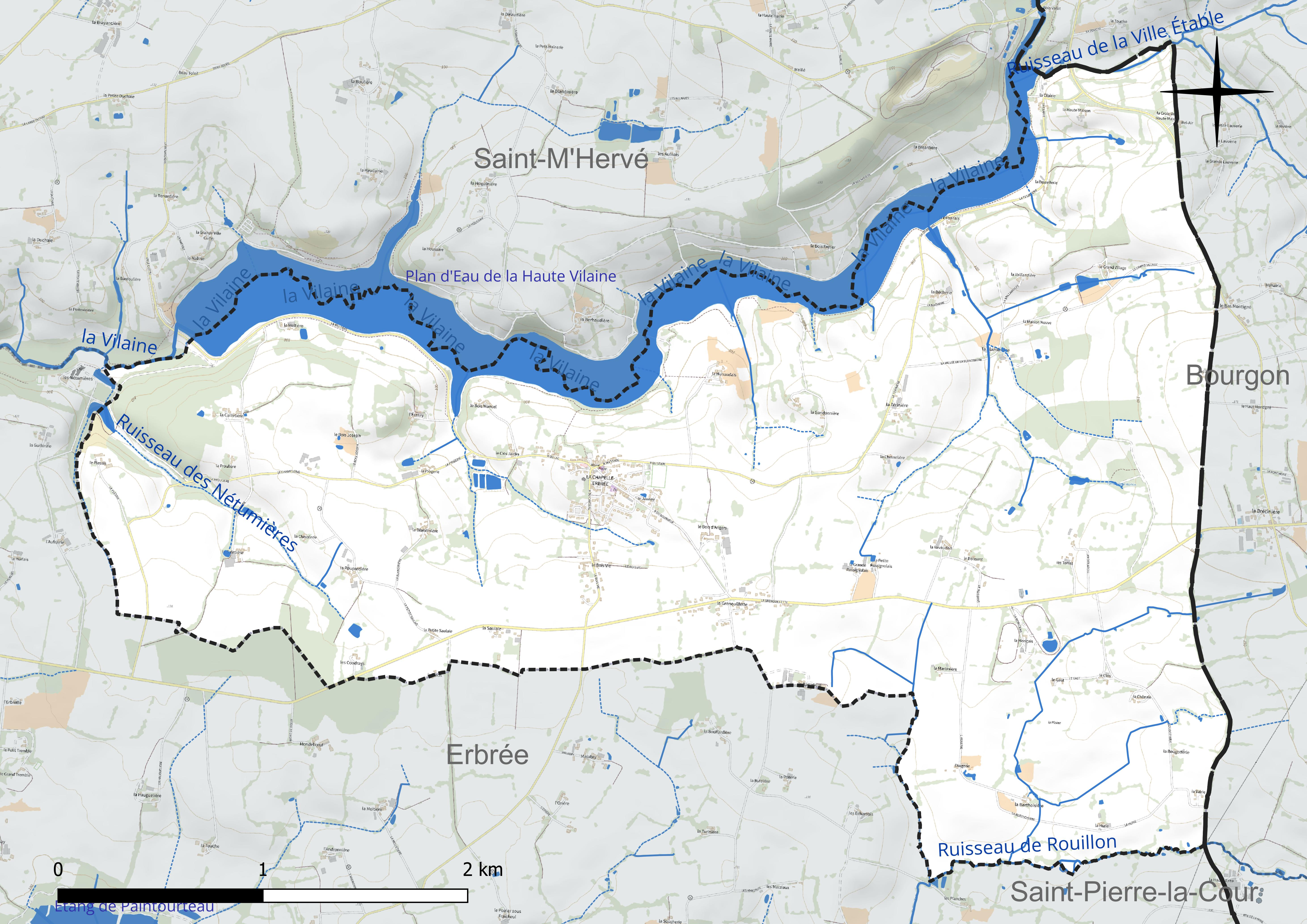
Réseau hydrographique de la La Chapelle-Erbrée.

Un plan d'eau complète le réseau hydrographique : le plan d'eau de la Haute Vilaine, d'une superficie totale de 135,3 ha (59,3 ha sur la commune),.

### Climat
Pour des articles plus généraux, voir Climat de la Bretagne et Climat d'Ille-et-Vilaine.
En 2010, le climat de la commune est de type climat océanique franc, selon une étude du CNRS s'appuyant sur une série de données couvrant la période 1971-2000. En 2020, Météo-France publie une typologie des climats de la France métropolitaine dans laquelle la commune est exposée à un climat océanique et est dans la région climatique  Bretagne orientale et méridionale, Pays nantais, Vendée, caractérisée par une faible pluviométrie en été et une bonne insolation. Parallèlement l'observatoire de l'environnement en Bretagne publie en 2020 un zonage climatique de la région Bretagne, s'appuyant sur des données de Météo-France de 2009. La commune est, selon ce zonage, dans la zone « Sud Est », avec des étés relativement chauds et ensoleillés.  
Pour la période 1971-2000, la température annuelle moyenne est de 11 °C, avec une amplitude thermique annuelle de 13,5 °C. Le cumul annuel moyen de précipitations est de 838 mm, avec 13,3 jours de précipitations en janvier et 7,8 jours en juillet. Pour la période 1991-2020, la température moyenne annuelle observée sur la station météorologique la plus proche, située sur la commune de Launay-Villiers à 7 km à vol d'oiseau, est de 11,6 °C et le cumul annuel moyen de précipitations est de 862,6 mm,. Pour l'avenir, les paramètres climatiques de la commune estimés pour 2050 selon différents scénarios d'émission de gaz à effet de serre sont consultables sur un site dédié publié par Météo-France en novembre 2022.

## Urbanisme

### Typologie
Au 1er janvier 2024, La Chapelle-Erbrée est catégorisée commune rurale à habitat dispersé, selon la nouvelle grille communale de densité à sept niveaux définie par l'Insee en 2022.
Elle est située hors unité urbaine. Par ailleurs la commune fait partie de l'aire d'attraction de Vitré, dont elle est une commune de la couronne,. Cette aire, qui regroupe 30 communes, est catégorisée dans les aires de 50 000 à moins de 200 000 habitants,.

### Occupation des sols
L'occupation des sols de la commune, telle qu'elle ressort de la base de données européenne d'occupation biophysique des sols Corine Land Cover (CLC), est marquée par l'importance des territoires agricoles (89,8 % en 2018), en diminution par rapport à 1990 (92,5 %). La répartition détaillée en 2018 est la suivante : 
terres arables (45,3 %), prairies (36,7 %), zones agricoles hétérogènes (7,8 %), eaux continentales (4,6 %), forêts (2,9 %), zones urbanisées (2,7 %). L'évolution de l'occupation des sols de la commune et de ses infrastructures peut être observée sur les différentes représentations cartographiques du territoire : la carte de Cassini (XVIIIe siècle), la carte d'état-major (1820-1866) et les cartes ou photos aériennes de l'IGN pour la période actuelle (1950 à aujourd'hui).

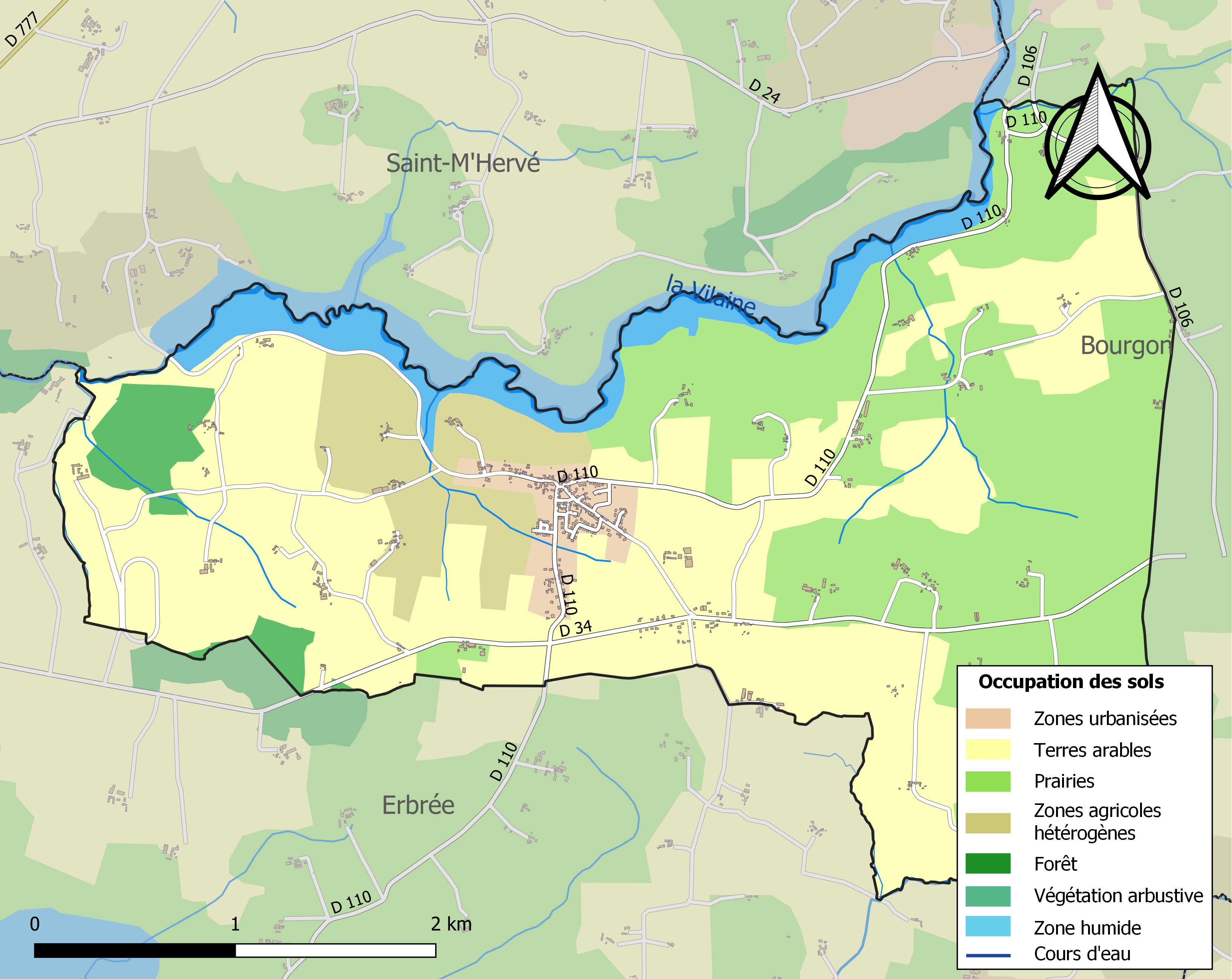
Carte des infrastructures et de l'occupation des sols de la commune en 2018 (CLC).

## Toponymie
Le nom de la localité est attesté sous les formes Capella Etbreœ en 1516, La Chapelle d'Erbrée aux XVIe et XVIIe siècles.
Le nom "Erbrée" est attesté sous les formes Arbraio en 1049; Erbreacensis en 1104; Arbreia en 1197; Erbreia en 1210, Herbreia en 1590.
Selon Albert Dauzat, il s'agit d'un type toponymique gallo-roman basée sur le mot arbor « arbre », suivi du suffixe collectif -ēta, qui sert notamment à désigner un ensemble d'arbre appartenant à la même espèce, d'où le suffixe français -aie (chênaie, peupleraie, etc.). Le sens global est donc celui de « lieu planté d'arbres ». Ce nom a dû désigner une plantation artificielle.
Remarque : si la forme la plus ancienne est correcte, on peut penser à une formation initiale en -ētum qui a donné l'ancien suffixe masculin -ay de même sens (un chênay, etc.), féminisé par la suite. Dans ce cas, Erbrée est identique à Erbray (Loire-Atlantique, Arbreio 1160). Cependant, dans les deux exemples, le seul suffixe véritablement identifié dans les formes anciennes est le suffixe gaulois -acum qui pouvait être utilisé de la même manière, d'où la forme Erbreac[-ensis] en 1104 (et Erbray, Arbraiacum 1123). On peut donc se demander s'il ne s'agit pas de ce suffixe, plutôt que de -ētum.

## Histoire

### Moyen Âge
Les origines de La Chapelle-Erbrée sont inconnues, mais son nom même semble indiquer que ce fut à l'origine une dépendance de la paroisse d'Erbrée, mentionnée pour les premières fois comme paroisse distincte en 1440 et 1453. Les religieux cisterciens de l'abbaye de Clermont, située près de Laval possédaient dans cette paroisse divers fiefs et dîmes, notamment ceux du Bois-Hersant et de la Vallandière, qu'ils revendirent en 1588 au seigneur des Nétumières, qui en fit don en 1601 aux Augustins de Vitré. Les registres des comptes des trésoriers de la paroisse ont été conservés pour la période 1532-1612 : ils indiquent notamment la grande dévotion des paroissiens à l'égard de saint Blaise, saint Avertin et Notre-Dame.
Deux seigneurs disposaient de prééminences dans cette église : le seigneur des Nétumières (en Erbrée), considéré comme « seigneur fondateur et haut justicier de l'église de La Chapelle-Erbrée et de ladite paroisse », qui disposait notamment du droit de litre, « banc et enfeu dans le chanceau » et les armes de la famille Hay apparaissaient à plusieurs endroits dans l'église. Le seigneur de Bremonfany (en Argentré) avait son banc armorié dans le chœur, du côté de l'épître, face à celui des Nétumières.

### Époque moderne
Au XVIIe siècle, deux confréries sont connues dans la paroisse : la confrérie du Saint-Sacrement, citée en 1668, et la confrérie du Rosaire, créée en 1686. L'ancienne église paroissiale, dédiée à saint Ouen, fut en partie détruite au XVIIe siècle, victime du tonnerre. Deux chapelles existaient dans la paroisse : la chapelle Notre-Dame des Besneries, détruite en 1789, et la chapelle de Saint-Aignan, détruite avant le milieu du XIXe siècle.
Jean-Baptiste Ogée décrit ainsi La Chapelle-Erbrée en 1778 :

« La Chapelle-Erbrée, sur une hauteur ; à 9 lieues de Rennes, son évêché et son ressort et à une lieue trois-quart de Vitré, sa subdélégation. On y compte 1200 communiants ; la cure est à l'ordinaire. (...) [La] seigneurie [des Nétumières] a haute, moyenne et basse-justice et appartient à M. Haye des Nétumières, qui possède aussi la maison noble de Bremontani [Bremonfany ou Breilmanfany], haute, moyenne et basse-justice ; on y connaît encore les Beneteries, la Hurlaye, l'Eglerie, le Plessis, la Queterie, Laufrerie et un grand nombre de villages épars çà et là, dont le plus considérable est celui de la Terrinière [Térinière], auprès duquel est une chapelle. Ce territoire, arrosé par la Vilaine, se termine à une demi-lieue à l'est à la province du Maine : c'est un pays couvert [de bocage] où l'on voit des terres labourées, de bons pâturages, des landes et les bois des Nétumières et de Mondebœuf. »

### Révolution française
Le 4 juin 1793, et à nouveau le 14 juin 1793, par deux fois donc, une trentaine de « brigands » (des chouans) désarment les patriotes et pillent leurs maisons à La Chapelle-Erbrée. Le 12 juillet 1793, et encore le 25 juillet 1793, la commune est à nouveau visitée, et les patriotes désarmés et molestés. Dans un rapport daté du 9 décembre 1793, les autorités d'Ernée écrivent que des paysans d'Argentré, Le Pertre, Mondevert, Erbrée, La Chapelle-Erbrée, Bréal, Saint-M'Hervé, Montautour et Balazé avaient « porté leurs grain aux insurgés pendant leur séjour à Laval ».
La Chapelle-Erbrée fait partie des communes déclarées totalement insurgées en 1793-1794. La colonne ou canton d'Argentré, des chouans membres de la division de Vitré de l'Armée catholique et royale de Rennes et de Fougères, eut pour chef Toussaint du Breil de Pontbriand, secondé par Louis Hubert. Elle était divisée en plusieurs compagnies : compagnie d'Étrelles, compagnie d'Argentré-du-Plessis, compagnie de Saint-M'Hervé, compagnie de La Chapelle-Erbrée (capitaine: Julien Genoueil dit Farreau, lieutenant : Paul Travers, sous-lieutenant : Pierre Jolivet) compagnie du Pertre, compagnie de Vitré.

### LeXIXesiècle
L'ancienne église est ainsi décrite peu avant la construction de la nouvelle :

« L'église de la Chapelle-Erbrée est ancienne, mais on ne peut pas préciser l'époque à laquelle elle appartient. C'est une construction misérable, et dont les murs sont en pisé ; au nord-est est une fenêtre longue et étroite qui semble ancienne. On a relégué à la porte un baptistaire [baptistère] en granite rouge, à deux vasques réunies, et portées chacune par un pied en balustre ; il doit être du XVIIe siècle. »

L'église paroissiale actuelle fut construite à partir de 1841 par l'architecte Charles Langlois, sa tour étant achevée en 1843 ; elle fut bénie le 15 mai 1844 par Godefroy Brossay-Saint-Marc, archevêque de Rennes. Son chœur, en forme d'abside polygonale, fut refait en 1872.
A. Marteville et P. Varin, continuateurs d'Ogée, décrivent ainsi La Chapelle-Erbrée en 1843 :

« La Chapelle-Erbrée (sous l'invocation de saint Ouen), commune formée par l'ancienne paroisse du même nom. (...) Principaux villages : la Cailletière, le Bois-Mancel, les Gandonnières, le Grand-Village, le Boissaut, l'Éangerie, la Poupardière. (...) Superficie totale 1198 hectares dont (...) terres labourables 785 ha, prés et pâturages 193 ha, bois 58 ha, vergers et jardins 17 ha, landes et incultes 88 ha (...). Moulin du Bas-Frétier, à eau. (...). On voit sur le tertre de l'Ecotay un monument peut-être druidique, et qui consiste en un carré long formé par un assemblage de pierres brutes placées debout ; on le nomme dans la pays le "Tombeau du prêtre". L'avoine est, ainsi que le cidre, une des principales productions du pays ; on exporte de l'une et de l'autre sur les marchés de Laval et d'Ernée. On a jadis exploité des ardoisières : on en voit les traces près du Bois-Mancel et de la Blandinière. (...). Géologie : schiste argileux ; granite au nord-ouest ; exploitation de calcaire (...) sur la rive gauche de la Vilaine. On parle le français [en fait le gallo]. »

En 1871, l'architecte rennais Jacques Mellet construisit, à la demande de Jules Richard de Gennes le château du bourg, de style néo-Renaissance, qui fut habité notamment par la fille de Jules Richard de Gennes, la vicomtesse de La Motte Rouge jusqu'à son décès.

### LeXXesiècle

#### LaBelle Époque
L'architecte Henri Mellet construisit en 1905, en style néogothique, la mairie de La Chapelle-Erbrée.

#### La Première Guerre mondiale
Le monument aux morts de La Chapelle-Erbrée porte les noms de 30 soldats morts pour la France pendant la Première Guerre mondiale.

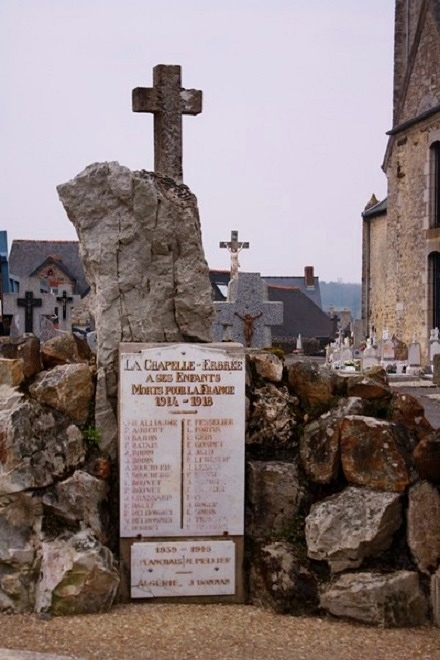
Le monument aux morts de La Chapelle-Erbrée

#### L'Entre-deux-guerres
La commune commence à être électrifiée en 1932.

#### La Seconde Guerre mondiale
Le monument aux morts de la Chapelle-Erbrée porte les noms de deux personnes mortes pour la France pendant la Seconde Guerre mondiale : Armand Planchais et P. Pellier.

#### L'après Seconde Guerre mondiale
Jean Bonnan, né le 1er octobre 1933, est mort pour la France le 25 novembre 1957 pendant la Guerre d'Algérie.
En 1982, le barrage de Haute-Vilaine a été construit à La Chapelle-Erbrée, il a pour rôle de protéger l'agglomération rennaise contre les crues hivernales. Il assure également une réserve d'eau potable pour les bassins de Rennes et de Vitré. Cette retenue d'eau est équipée d'une plage et d'une base nautique, mais depuis les années 2000, le développement de cyanobactéries entraine des interdictions d'usages.

## Démographie
L'évolution du nombre d'habitants est connue à travers les recensements de la population effectués dans la commune depuis 1793. Pour les communes de moins de 10 000 habitants, une enquête de recensement portant sur toute la population est réalisée tous les cinq ans, les populations de référence des années intermédiaires étant quant à elles estimées par interpolation ou extrapolation. Pour la commune, le premier recensement exhaustif entrant dans le cadre du nouveau dispositif a été réalisé en 2008.
En 2022, la commune comptait 723 habitants, en évolution de +4,03 % par rapport à 2016 (Ille-et-Vilaine : +5,46 %, France hors Mayotte : +2,11 %).
| 1793 | 1800 | 1806 | 1821 | 1831 | 1836 | 1841 | 1846 | 1851 |
| ---- | ---- | ---- | ---- | ---- | ---- | ---- | ---- | ---- |
| 806  | 697  | 750  | 802  | 688  | 725  | 692  | 699  | 715  |

| 1856 | 1861 | 1866 | 1872 | 1876 | 1881 | 1886 | 1891 | 1896 |
| ---- | ---- | ---- | ---- | ---- | ---- | ---- | ---- | ---- |
| 757  | 739  | 728  | 679  | 707  | 702  | 709  | 690  | 635  |

| 1901 | 1906 | 1911 | 1921 | 1926 | 1931 | 1936 | 1946 | 1954 |
| ---- | ---- | ---- | ---- | ---- | ---- | ---- | ---- | ---- |
| 603  | 650  | 618  | 522  | 538  | 514  | 509  | 507  | 551  |

| 1962 | 1968 | 1975 | 1982 | 1990 | 1999 | 2006 | 2008 | 2013 |
| ---- | ---- | ---- | ---- | ---- | ---- | ---- | ---- | ---- |
| 518  | 507  | 405  | 414  | 465  | 450  | 567  | 601  | 655  |

| 2018 | 2022 | - | - | - | - | - | - | - |
| ---- | ---- | - | - | - | - | - | - | - |
| 700  | 723  | - | - | - | - | - | - | - |

## Transports
La commune est desservie par la ligne de bus n°4 de Vitré Communauté.

## Lieux et monuments

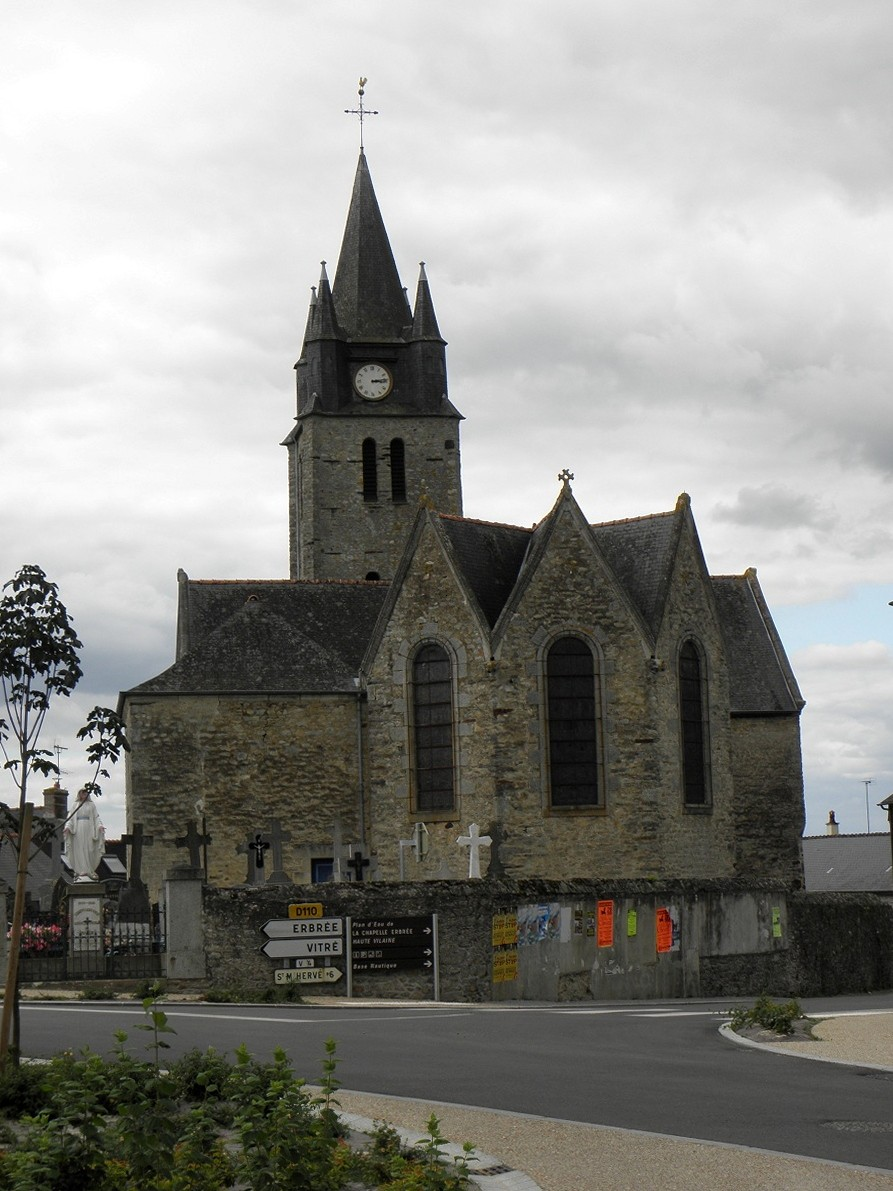
L'église paroissiale Saint-Ouen.

- Le château de la Chapelle-Erbrée a été construit par Jacques Mellet en 1871[57].
- L'église paroissiale Saint-Ouen, reconstruite au milieu et à la fin du XIXe siècle par l'architecte Jacques Mellet[58].